# アズビル金門
アズビル金門株式会社（アズビルきんもん）は、ガスメーター、水道メーターなどを製造する日本の精密機器メーカーである。

## 沿革
- 1904年（明治37年）3月 - 金門商会として東京市神田区と本所区に工場を新設する。
- 1948年（昭和23年）7月27日 - 株式会社に改組し、株式会社金門製作所に社名を変更する。
- 1953年（昭和28年）1月31日 - 株式を東京市場で店頭公開する。
- 1957年（昭和32年）7月31日 - 東京証券取引所に新規上場[1]する。
- 2004年（平成16年） - 産業再生機構による支援が決定する。
- 2004年（平成16年）4月 - MARUWAに金門コルツを売却[3]する。
- 2005年（平成17年）3月 - 旧・金門電気株式会社が分社型新設分割により、株式会社金門光波と照明事業の継承会社として金門電気株式会社を設立する。
- 2005年（平成17年）4月 - MARUWAに金門電気を売却[3]する。
- 2005年（平成17年）12月 - 山武が産業再生機構・りそな銀行・みずほコーポレート銀行から優先株式を買取る。
- 2006年（平成18年）1月 - 山武が親会社になる。株式会社金門光波を売却する。
- 2008年（平成20年）3月26日 - 山武による株式交換に伴い上場を廃止する。
- 2012年（平成24年）4月1日 - 社名をアズビル金門株式会社に変更[4]する。

## テレビ番組
- 日経スペシャル ガイアの夜明け 過去の栄光を捨てろ! 〜企業再生のサムライたち〜（2004年5月11日、テレビ東京）[5]